# Ораховаць
Ораховаць (серб. Ораховац) або Раховець (алб. Rahoveci) — місто й муніципалітет, розташований у Джяковицькому окрузі на заході Косова. Згідно з переписом населення 2011 року, в місті Ораховаць проживає 15 892 жителі, а в муніципалітеті — 56 208 жителів.

## Назва
Сербська назва міста, Orahovac, походить від сербського ора, що означає «волоський горіх». Албанська назва Rahoveci походить від албанської вимови Orahovac.
Ернст Айхлер вважає, що топонім походить від албанського терміна rrah, що походить від іллірійської.

## Географія
Площа муніципалітету становить приблизно 276 км2 (107 миля2) і містить 35 сіл. У 2014 році в місті проживало 23 200 осіб, а населення муніципалітету становило 58 214 осіб. У 2011 році населення муніципалітету становило 56 208 осіб.

## Демографія
За даними останнього офіційного перепису населення, проведеного у 2011 році, в муніципалітеті Ораховаць проживає 56 208 жителів.

### Етнічні групи
Етнічний склад муніципалітету:
| Назва           | Перепис (1991) | Перепис (2011) |
| --------------- | -------------- | -------------- |
| Албанців        | 55 119         | 55 166         |
| Ашкали/єгиптяни | -              | 703            |
| Серби           | 3938           | 134            |
| Роми            | -              | 84             |
| Інші            | 885            | 121            |
| Всього          | 59 942         | 56 208         |

## Відомі уродженці
- Шкельзен Малікі (нар. 1947) — колишній політик з косовських албанців.
- Аджет Шеху (нар. 1990) — англійський футболіст.
- Алі Соколі (1921–1974) — югославський лікар.
- Йован Гркович-Гапон (1879–1912) — сербський четник.
- Лазар Куюнджич (1880–1905) — сербський четник.
- Кіда (нар. 1997) — косовська албанська співачка